# Ormož
Ormož (njemački: Friedau, mađarski: Ormosd, prekomurski: Ormošd) je grad i središte istoimene općine u sjeveroistočnoj Sloveniji na rijeci Dravi, na granici s Hrvatskom. Grad pripada pokrajini Štajerskoj i statističkoj regiji Podravskoj.

## Poznate osobe
- Antun Vramec (1538. – 1587.), hrvatski ljetopisac i vjerski pisac.

## Stanovištvo
Prema popisu stanovništva iz 2002. godine Ormož je imao 2151 stanovnika.

## Vanjske poveznice
- Službena stranica općine
- Satelitska snimka grada  Arhivirana inačica izvorne stranice od 29. srpnja 2017. (Wayback Machine)